# 1682 en droit
Chronologie en droit

Cet article présente les faits marquants de l'année 1682 en droit.

## Événements
- 12 janvier, Russie  : abolition du mestnitchestvo, droit des boyards aux préséances par le Zemski sobor convoqué par Fédor III[1].
- 10 février : traité de Cölln entre le Danemark et le Brandebourg[2].
- 19 mars : déclaration des Quatre articles, affirmant les libertés de l'Église gallicane[3].
- 28 mars : le riche sultanat de Banten (poivre), à Java, tombe sous contrôle hollandais. Les représentants de la Compagnie anglaise des Indes orientales sont chassés le 11 avril et transfèrent leurs activités à Bengkulu, sur la côte ouest de Sumatra en juin 1685[4].
- 9 avril : Cavelier de la Salle prend possession de la Louisiane au nom de la France[5]..
- 14 avril : Avvakoum et ses disciples subissent le supplice du feu[6].
- 10 juin : à Laxenbourg, signature d’une alliance entre l’empereur Léopold Ier et les cercles du Haut-Rhin et de Franconie.
- 14 septembre : alliance de Neuhaus, près de Paderborn entre le Danemark, l'électeur de Brandebourg et l’évêque de Munster pour empêcher la guerre entre la France et l’Empire[2].
- 10 octobre : Joseph-Antoine Le Febvre de La Barre, nouveau gouverneur de la Nouvelle-France, convoque à Québec une assemblée pour régler la question iroquoise[7].
- 12 octobre : traité de Stockholm. Alliance entre la Suède et l’Empire pour le maintien des dispositions des traités de Westphalie et de Nimègue[2].
- 24 novembre : traité entre Victor-Amédée II de Savoie et la France, prévoyant une entreprise contre le Milanais[8].
- 9 décembre, Suède : le Riksdag approuve la déclaration des 16 et 22 novembre 1682 qui remet le pouvoir législatif absolu au roi de Charles XI de Suède[9]. Le roi entreprend des réformes visant à redresser le pays : il réduit considérablement les biens de la noblesse, comble, grâce à une judicieuse administration des recettes, la dette publique, et réorganise l’armée (70 000 hommes) et la flotte (10 000 marins).